# قيلة لمفية
تُمَثِّل الْقيلَة اللّمفيّة تجمُعاً للسائل اللّمفي في الجسْمِ غير محاطٍ بنسيج من الخلايا الظّهاريّة (الطلائيّة). عادةً ما تظهرُ الْقيلَة اللّمفيّة كإحدى مُضاعفات عمليّات الحوضِ الشديدة كما في جِراحاتِ إزالة الأورام السَرَطانيّة ويندُرُ أن تتكوّن
بشكلٍ تلقائيّ وكما أنها غاليا ما تتواجدُ في الحيّزِ خلفَ الصِّفَاق.

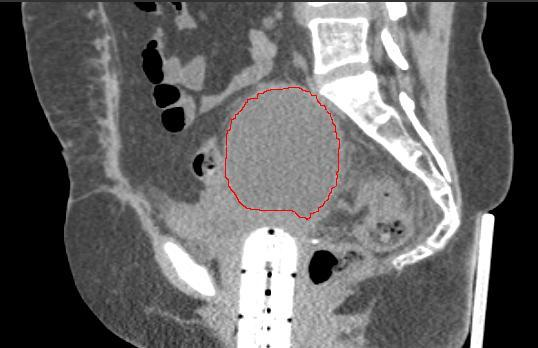
قيلة لمفية ظهرت بعد عملية جراحية

## العلاماتُ والأعراضُ
غالباً ما تكونْ الْقيلَة اللّمفيّة بِلا أعْراضٍ، ولكن أحياناً، قّد تتسَبّب الْقيلَة اللّمفيّة كبيرةُ الحجمِ ببعضِ الآلامِ والتي تَنتجُ من الضّغط الّذي تُحدِثُه الْقيلَة على الأعضاءِ المجاوِرَة لها، فيمكن أن تتسبب بِآلامِ أسفلِ البطنِ، الشُّعور بالامتلاء، الإمساكِ، التبوّلُ المُتكرّر، إضافةً إلى وذمةٍ في الأعضاءِ التّناسليّة أو في الرِّجلَيْن. قد تتطورُ الأعراضُ لتشملَ التهابَ الْقيلَة اللّمفيّة، انسِدادُ الأمعاء، التهاب المجاري البوليّة وربما انسدادُها، الجلطات الوريديّة، الانصمام الّرئوي، الاستسقاء الكيلوسي، وتكوينُ النواسير اللمفيّة. قد يكونُ الجلدُ محمرّاً متورّماً عندَ الفحصِ السّريريّ ويمكن الإحساس بالقيلة عند الجَس.  

## الأَسباب

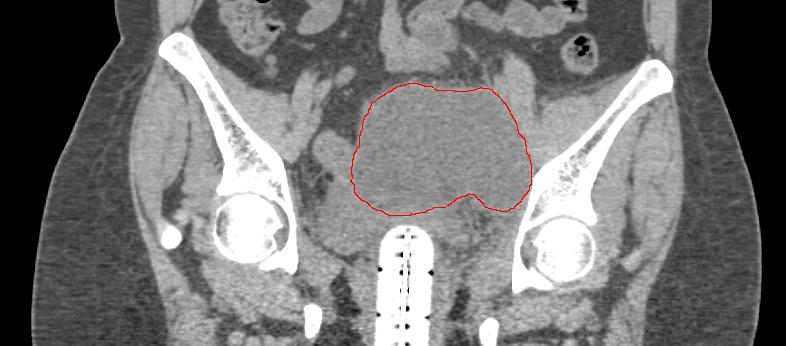
صورة أخرى لقيلة لمفية عقب عملية جراحية

تتزايد احتماليّة تكوّن الْقيلَة اللّمفيّة بعد العملياّت الجراحِية خاصةً تلك الّتي تتضمن إزالةً للأنسجة والعُقدِ اللّمفيّة، كما في زراعة الكلى وإزالة الأورام السرطانية من تجويفِ الحوضِ -سرطان البروستات وسرطان المثانة-. تُدمّر العمليات الجراحيّة الأوعية اللمفيّة وقد تؤثّر بذلك على نقل الساِئل اللمفيّ، إن كان التلف أو الدمار الحاصل عليها طَفيفاً فإن الأوعية اللمفيّة الجانبيّة تعوّض وتقوم بنقل اللمف، أما في حالاتِ التّلف الكبير يتراكم اللمف في تجاويفِ الجسمِ مسبباً الْقيلَة اللّمفيّة. من الأمور الأخرى التي قد تؤهّب لتكوّن الْقيلَة اللّمفيّة تتمثّل في استخدام الهبارين، العلاج الإشعاعي قبيل الجراحات، وكذلك بعض الأورام. وُجِدت الْقيلْ اللّمفيّة بنسبة 32,20% على التوالي بعد جراحات إزالة اورام عنق الرّحم والمبيض، عادةً ما تظهر في غضون أربعة أشهرً عقبَ الجراحة.

## التَّشخيص
يُمكنُ استخدام التّصويرُ بالموجاتِ فوق الصّوتيّة أو الأشعة المقطعية للتشخيص. بعض الفحوصات الأخرى مثل فحوصات البولِ والدّمِ تُجرى للتفريق بين الْقيلَة اللّمفيّة وبعض التشخيصات الأخرى التي قد تسبب أعراضاً مشابِهةً كما في حالات وذمات القدمين.

## العِلاج
يُعتقد أن استخدام الشفط خلال الجراحة مع عَدم إغلاقِ الصّفاقِ الخلفيّ ناجعٌ في التقليلِ من فرصةِ تكوّن القيلِ اللّمفيّة.  يمكن التعامل مع القيلِ اللّمفيّة صغيرةُ الحجمِ بسهولةِ، بعضُها يمكن ان يتراجع مع الوقتِ ويتلاشى. تتوافرُ عدّة أساليب علاجيّة كالشفطِ بالإبرةِ الدّقيقة مع التتبعِ باستخدام التصويرِ المقطعيّ، التصريفٌ بإدخال القثطارِ، والتصريفُ الجراحيّ. قد بتسبب الجنسُ والاستمناءُ في زيادة حجم القيلةِ؛ لذا ينصحُ بتجنُّب هذه الانشطةِ لمدة تتراوحُ بين الأربعةِ والستةَ أسابيعً. قد تساعد بعض التمارين الرّياضيّة على تقليص حجمِ القيلة.